# Фетровик
«Фетровик» — український футбольний клуб з міста Хуста Закарпатської області. На початку 1990-их виступав у чемпіонатах України.

## Хронологія назв
- «Русь» (1934—1944)
- «Авангард»
- «Будівельник»
- «Мебельник»
- «Кооператор»
- «Андезит» (?—1992)
- «Фетровик» (1992—1995)
- ФК «Хуст»
- «Русь»

## Історія
Клуб заснований в 1934 році під назвою «Русь». Двічі, в 1936—1938 роках ставав переможцем зонального турніру (Східнословацько-Підкарпатська дивізія) в складі Чехословаччини. У 1938—1939 роках в команду перейшли багато провідних футболісти з клубів Ужгорода та Мукачевого, зайнятих Угорщиною, і «Русь» стала найсильнішим за складом клубом Закарпаття, але подальшого розвитку завадила війна. Одним з відомих гравців і тренерів команди в цей період був вихованець ужгородського футболу Куруц Федір Михайлович, на честь нього в Ужгороді в останні роки проводиться традиційний турнір.
З 1945 року клуб брав участь в чемпіонаті Закарпатської області в складі СРСР, неодноразово ставав переможцем змагань. У 1965 році хустська команда, під назвою «Будівельник», вийшла в фінал першості Української РСР, де завоювала бронзові медалі, тренував команду Йосип Михайлович Філак, а капітаном був Михайло Довжанін. На честь Михайла Довжанина (1935—1992) в Хусті з 1996 року проводиться щорічний турнір.
Після проголошення незалежності України, клуб під назвою «Андезит» був включений в змагання професійних клубів — перехідну лігу (третій дивізіон), де в першому сезоні посів п'яте місце серед дев'яти команд. Перед початком сезону 1992/93 система ліг була перейменована, і клуб, вже під назвою «фетровики», став виступати в четвертому дивізіоні (перехідна, потім третя ліга). Двічі, в сезонах 1992/93 і 1993/94, команда займала 12-е місця в турнірі, а після першого кола сезону 1994/95 знялася зі змагань і фінішувала 21-й.
У наступні роки команді було повернуто історичну назву «Русь», виступала в чемпіонаті Закарпатської області, пізніше припинила існування [уточнити]. Нині існуючий клуб «Оболонь» (Хуст) не є її спадкоємцем «Русі».

## Досягнення
- Чемпіонат Української РСР серед КФК
  -  Бронзовий призер (1): 1965

- Чемпіонат Закарпатської області
  -  Чемпіон (7): 1959, 1960, 1964, 1965, 1968, 1982, 1987[4]

## Статистика виступів на професійному рівні
| Рік          | Ліга, зона, група              | I   | В  | Н  | П  | РМ      | О  | Місце    |
| ------------ | ------------------------------ | --- | -- | -- | -- | ------- | -- | -------- |
| 1992 (весна) | Перехідна ліга, перша підгрупа | 16  | 7  | 4  | 5  | 23−22   | 18 | 5 із 9   |
| 1992/1993    | Перехідна ліга                 | 34  | 13 | 2  | 19 | 29−35   | 28 | 12 із 18 |
| 1993/1994    | Перехідна ліга                 | 34  | 13 | 5  | 16 | 33−49   | 31 | 12 із 18 |
| 1994/1995    | Третя ліга                     | 42  | 6  | 3  | 33 | 18−35   | 21 | 21 із 22 |
| Усього       | 4 чемпіонати                   | 126 | 39 | 14 | 73 | 103−141 | 98 |          |